# Ротт, Вольфганг
Вольфганг Ротт (нем. Wolfgang Rott, 28 ноября 1946, Меттман, Британская зона оккупации Германии) — немецкий хоккеист (хоккей на траве), вратарь. Олимпийский чемпион 1972 года, чемпион Европы 1970 года.

## Биография
Вольфганг Ротт родился 28 ноября 1946 года в немецком городе Меттман.
Играл в хоккей на траве за «Меттман».
Дебютировал в сборной ФРГ в 1966 году. 
В 1968 году вошёл в состав сборной ФРГ по хоккею на траве на Олимпийских играх в Мехико, занявшей 4-е место. Играл на позиции вратаря, провёл 8 матчей, пропустил 7 мячей (четыре от сборной Индии, два — от ГДР, один — от Пакистана).
25 мая 1972 года удостоен высшей спортивной награды ФРГ — «Серебряного лаврового листа».
В 1972 году вошёл в состав сборной ФРГ по хоккею на траве на Олимпийских играх в Мюнхене и завоевал золотую медаль. Играл на позиции вратаря, провёл 4 матча, пропустил 3 мяча (по одному от сборных Бельгии, Аргентины и Уганды).
В 1976 году вошёл в состав сборной ФРГ по хоккею на траве на Олимпийских играх в Монреале, занявший 5-е место. Играл на позиции вратаря, провёл 2 матча, пропустил 5 мячей (четыре от сборной Испании, один — от Бельгии).
На чемпионатах мира завоевал бронзу в 1973 году в Амстелвене и в 1975 году в Куала-Лумпуре. На чемпионатах Европы выиграл золото в 1970 году в Брюсселе, серебро в 1974 году в Мадриде. 
В индорхоккее стал чемпионом Европы в 1974 году в Западном Берлине.
В феврале 1977 года завершил карьеру в сборной ФРГ.
В 1966—1977 годах провёл за сборную ФРГ 100 матчей, в том числе 96 на открытых полях, 4 в помещении.

## Семья
Сын Вольфганга Ротта Эйко Ротт (род. 1970) также играл в хоккей на траве, провёл 13 матчей за сборную Германии.